# Мей, Карин Мелис
Карин Мелис Мей (имя при рождении Карин Мей, род. 31 мая 1983) — турецкая прыгунья в длину южноафриканского происхождения. Получила турецкое гражданство в июне 2008 года, после этого взяла второе имя Мелис. Выступает за клуб «Fenerbahçe Athletics».

## Биография
Впервые Карин Мей приняла участие в международных соревнованиях в 2005 году, когда выступила на Летней Универсиаде в Измире, там она заняла шестое место. В 2008 году участвовала в Летней Олимпиаде, но не сумела завоевать медалей. В том же году выступила на Всемирном легкоатлетическом финале, там она стала шестой. В следующем году Карин принимала участие в Чемпионате Европы по лёгкой атлетике в помещении, но не сумела попасть в финал. В том же году она стала серебряным призёром Средиземноморских игр. В 2009 году Карин Мей завоевала ещё одну серебряную медаль на командном чемпионат Европы СПАР. Помимо двух серебряных медалей, Мей сумела завоевать в 2009 году также одну бронзовую — на этот раз на Чемпионате мира по лёгкой атлетике.
В 2010 Карин участвовала в Чемпионате мира по лёгкой атлетике в помещении, но не не умела завоевать медалей.
Самый лучший по дальности прыжок Мей сделала в июле 2007 года, его дальность составила 6,93 метра. Тогда она установила рекорд ЮАР, за которую она тогда выступала, по прыжкам в длину. Лучший результат в Турции Карин Мей показала в июле 2009 года, когда прыгнула на 6,87 метров, установив таким образом рекорд Турции.
В 2012 году Карин Мелис Мей участвовала на Летних Олимпийских играх. Она прошла квалификацию, но затем во время теста на допинг её образец дал положительный результат на тестостерон. После этого она была отстранена от соревнований на два года. Срок её дисквалификации истёк 7 августа 2014 года.